# Dorothy Hyman
Dorothy Hyman (* 9. Mai 1941 in Cudworth, South Yorkshire) ist eine ehemalige britische Sprinterin.
Ihre erste Medaille bei internationalen Meisterschaften gewann sie bei den British Empire and Commonwealth Games 1958 in Cardiff, wo sie im Finale mit der englischen Mannschaft einen Weltrekord in der 4-mal-100-Yards-Staffel aufstellte. Im selben Jahr gewann sie bei den Europameisterschaften in Stockholm mit der britischen Stafette Gold in der 4-mal-100-Meter-Staffel.
Bei den Olympischen Spielen 1960 in Rom gewann sie im 100-Meter-Lauf die Silbermedaille hinter der US-Amerikanerin Wilma Rudolph und vor der Italienerin Giuseppina Leone sowie beim 200-Meter-Lauf die Bronzemedaille hinter Wilma Rudolph und der Deutschen Jutta Heine.
1964 gewann sie bei den Olympischen Spielen in Tokio in der 4-mal-100-Meter-Staffel die Bronzemedaille, zusammen mit ihren Teamkolleginnen Janet Simpson, Mary Rand und Daphne Arden. Über 100 Meter erreichte sie Platz 8.
Bei den British Empire and Commonwealth Games 1962 in Perth gewann sie Gold über 100 Yards vor der Neuseeländerin Doreen Porter und der Australierin Brenda Cox und ebenfalls Gold über 220 Yards vor den Australierinnen Joyce Bennett und Margaret Burvill.
Weitere drei Medaillen folgten im selben Jahr bei den Europameisterschaften in Belgrad: Gold über 100 Meter, Silber über 200 Meter und Bronze mit der 4-mal-100-Meter-Staffel.
1963 wurde sie zum britischen Sportler des Jahres gewählt.
Im darauffolgenden Jahr wurde sie von Verletzungen geplagt. Ihren letzten internationalen Auftritt hatte sie bei den Olympischen Spielen in Tokio.
Danach erschien ihr Buch Sprint to Fame, wodurch sie ihren Amateurstatus verlor. 1969 auf nationaler Ebene wieder reamateurisiert, gewann sie noch einmal die WAAA-Meisterschaft úber 200 Meter. Danach betrieb sie als Trainerin den Dorothy Hyman Track Club in Barnsley, das jetzige Dorothy Hyman Sports Centre.
Beruflich war sie 30 Jahre lang bis 1990 bei British Coal bzw. dessen Vorgänger National Coal Board tätig. Danach arbeitete sie in der Tagesbetreuung für geistig Behinderte.